# Lycée Saint-Louis
A Lycée Saint-Louis egy rendkívül szelektív posztszekunder iskola Párizs 6. kerületében, a Latin negyedben. Ez az egyetlen nyilvános francia líceum, amely classes préparatoires aux grandes écoles (CPGE; előkészítő osztályok a Grandes Écoles számára, mint például az École Polytechnique, a CentraleSupélec a mérnöki és az ESSEC Business School, az ESCP Business School és a HEC Paris kereskedelem) tanítására szolgál. Tanításának minőségéről, alacsony átvételi arányáról és az intenzív versenyfelvételi vizsgákon elért eredményeiről ismert.

## Ismert diákok
- Charles Baudelaire (1821–1867), író
- Jacques Bergier (1912–1978), francia-orosz író, újságíró, vegyészmérnök
- Joseph Bertrand (1822–1900), matematikus, a Francia Akadémia tagja
- Nicolas Boileau-Despréaux (1636–1711), író, a Francia Akadémia tagja
- Patrice de Mac-Mahon (1808-1893), köztársasági elnök
- Georges Charpak (1924–2010), fizikus
- François Coppée (1842–1908), francia költő, író
- Hubert Curien (1924–2005), fizikus
- Denis Diderot (1713–1784), író
- Charles Gounod (1818–1893), zeneszerző
- Eugène Labiche (1815–1888), drámaíró
- Montesquieu (1689–1755), író and philosopher
- Louis Néel (1904–2000), fizikus
- Louis Pasteur (1822–1895), chemist and microbiologist, a Francia Akadémia tagja
- Charles Perrault (1628–1703), író, a Francia Akadémia tagja
- Jean Racine (1639–1699), drámaíró, a Francia Akadémia tagja
- Alain Robbe-Grillet (1922–2008), író and cinematographer, a Francia Akadémia tagja
- Charles de Saint-Évremond (1613–1703), író
- Antoine de Saint-Exupéry (1900–1944), író
- Claude Simon (1913–2005), regényíró
- Charles-Maurice de Talleyrand-Périgord (1754–1838), politikus, diplomata és államférfi
- Yves Tanguy (1900–1955), festő
- René Thom (1923–2002), Fields-érmes matematikus
- André Weil (1906–1998), Wolf-díjas matematikus
- Émile Zola (1840–1902), író
- Jules Massenet (1842–1912), zeneszerző